# Mercedes de Atenas
Mercedes es un distrito del cantón de Atenas, en la provincia de Alajuela, de Costa Rica.

## Geografía
Mercedes cuenta con un área de 7,84 km² y una altitud media de 720 m s. n. m.

## Demografía
Para el año 2022, Mercedes cuenta con una población estimada de 3890 habitantes, y para el último censo efectuado, en 2011, Mercedes contaba con una población de 3127 habitantes.

## Localidades
- Barrios: Cajón.
- Poblados: Callao, Plancillo, Plazoleta.

## Transporte

### Carreteras
Al distrito lo atraviesan las siguientes rutas nacionales de carretera:
- Ruta nacional 135